# Loi des vingt nègres
 (août 2023).
La mise en forme du texte ne suit pas les recommandations de Wikipédia : il faut le « wikifier ».
Les points d'amélioration suivants sont les cas les plus fréquents. Le détail des points à revoir est peut-être précisé sur la page de discussion.
- Les titres sont pré-formatés par le logiciel. Ils ne sont ni en capitales, ni en gras.
- Le texte ne doit pas être écrit en capitales (les noms de famille non plus), ni en gras, ni en italique, ni en « petit »…
- Le gras n'est utilisé que pour surligner le titre de l'article dans l'introduction, une seule fois.
- L'italique est rarement utilisé : mots en langue étrangère, titres d'œuvres, noms de bateaux, etc.
- Les citations ne sont pas en italique mais en corps de texte normal. Elles sont entourées par des guillemets français : « et ».
- Les listes à puces sont à éviter, des paragraphes rédigés étant largement préférés. Les tableaux sont à réserver à la présentation de données structurées (résultats, etc.).
- Les appels de note de bas de page (petits chiffres en exposant, introduits par l'outil «  Source ») sont à placer entre la fin de phrase et le point final[comme ça].
- Les liens internes (vers d'autres articles de Wikipédia) sont à choisir avec parcimonie. Créez des liens vers des articles approfondissant le sujet. Les termes génériques sans rapport avec le sujet sont à éviter, ainsi que les répétitions de liens vers un même terme.
- Les liens externes sont à placer uniquement dans une section « Liens externes », à la fin de l'article. Ces liens sont à choisir avec parcimonie suivant les règles définies. Si un lien sert de source à l'article, son insertion dans le texte est à faire par les notes de bas de page.
- La présentation des références doit suivre les conventions bibliographiques. Il est recommandé d'utiliser les modèles {{Ouvrage}}, {{Chapitre}}, {{Article}}, {{Lien web}} et/ou {{Bibliographie}}. Le mode d'édition visuel peut mettre en forme automatiquement les références.
- Insérer une infobox (cadre d'informations à droite) n'est pas obligatoire pour parachever la mise en page.

Pour une aide détaillée, merci de consulter Aide:Wikification.
Si vous pensez que ces points ont été résolus, vous pouvez retirer ce bandeau et améliorer la mise en forme d'un autre article.

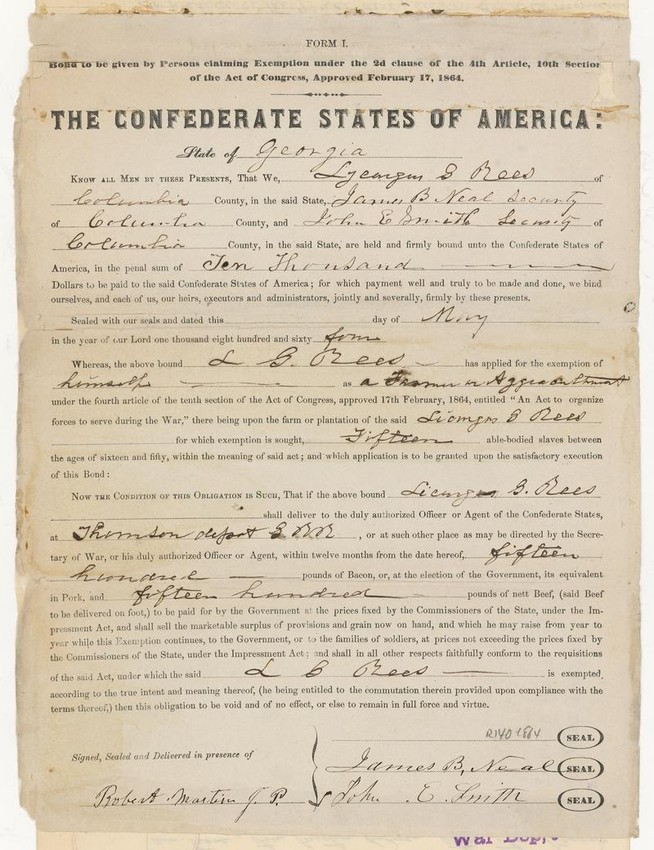
Exemption accordée à Lycurgus Rees de Géorgie en mai 1864, conformément aux termes de la soi-disant "loi des vingt nègres". Au moment où cette exemption est accordée, le nombre d'esclaves nécessaires pour se qualifier passe de 20 à 15.

La loi des vingt nègres également connue sous le nom de loi des vingt esclaves était une loi promulguée par le Congrès confédéré pendant la guerre de sécession. Elle exemptait spécifiquement du service militaire confédéré un homme blanc pour vingt esclaves appartenant à une plantation confédérée, ou pour deux plantations ou plus à moins de cinq miles l'une de l'autre qui comptaient collectivement vingt esclaves ou plus. Adoptée dans le cadre de la deuxième loi sur la conscription en 1862, la loi était une réaction à la proclamation préliminaire d'émancipation du président américain Abraham Lincoln, qui fut publiée à peine trois semaines plus tôt. La loi répondait aux craintes confédérées d'une rébellion d'esclaves en raison de l'absence de la plupart de leurs hommes blancs, alors qu'ils combattaient dans l'armée confédérée. La Confédération promulgua les premières lois sur la conscription dans l'histoire des États-Unis et le pourcentage de soldats confédérés qui étaient des conscrits fut presque le double de celui des soldats de l'Union.

## Contexte
Au printemps 1862, l'armée confédérée fait face à la perspective d'une grave pénurie de main-d'œuvre, car les mandats de douze mois de la plupart des enrôlés initiaux expirent et beaucoup moins d'hommes se réenrôlent que prévu. La première loi sur la conscription, adoptée par le Congrès confédéré en avril 1862, tente de résoudre ce problème en rendant tous les hommes blancs du Sud âgés de 18 à 35 ans passibles du service militaire obligatoire. Bien que le Sud exempte plusieurs catégories d'hommes dans les professions liées aux transports, aux communications, au ministère, à l'enseignement et à la médecine, il n'épargne pas les surveillants de plantations. Cela en laisse de nombreuses entièrement à la charge de femmes blanches, d'hommes blancs âgés ou de mineurs, ceux-ci n'étant pas considérés comme étant particulièrement capables de maintenir la discipline des esclaves, ou de réagir efficacement pour prévenir ou réprimer tout trouble.
La loi sur la conscription s'avère extrêmement impopulaire auprès de nombreux soldats confédérés. Sam Watkins, un soldat de la Compagnie H, 1st Tennessee Infantry, écrit sa réaction et celle de plusieurs de ses compagnons de service à cette nouvelle loi, dans son livre Company Aytch :

« Les soldats ne s’étaient enrôlés que pour douze mois et s’étaient fidèlement acquittés de leurs obligations volontaires, les conditions pour lesquelles ils s’étaient enrôlés avaient expiré, et ils considéraient naturellement qu’ils avaient le droit de rentrer chez eux. Ils avaient fait leur devoir fidèlement et bien. Ils voulaient voir leur famille en fait, je voulais rentrer chez moi de toute façon. La guerre était devenue une réalité, ils en étaient fatigués. Une loi avait été adoptée par le Congrès des États confédérés appelée loi des conscrits. Un soldat n’avait pas le droit de se porter volontaire et de choisir la branche de service qu’il préférait. Il a été enrôlé.
À partir de ce moment et jusqu’à la fin de la guerre, un soldat n’était plus qu’une machine, un conscrit. C’était très dur pour les rebelles. Nous maudissions la guerre, nous maudissions Bragg, nous maudissions la Confédération sudiste. Toute notre fierté et notre vaillance avaient disparu, et nous en avions assez de la guerre et de la Confédération sudiste. »

## Promulgation de la loi
Quand Abraham Lincoln publia sa proclamation d'émancipation le 22 septembre 1862, beaucoup au sein de la Confédération (et aussi au Nord, y compris George McClellan) croyaient que le président de l'Union essayait spécifiquement de fomenter une rébellion d'esclaves. En partie pour répondre à cette préoccupation et en partie pour résoudre d'autres problèmes liés à la première loi sur la conscription, le Congrès confédéré adopta sa deuxième loi sur la conscription le 11 octobre 1862, comprenant une disposition qui se lisait comme suit:

« Afin d'assurer une politique appropriée au pays, une personne, soit en qualité d’agent, de propriétaire ou de surveillant dans chaque plantation où une personne blanche est tenue d’être maintenue par les lois ou ordonnances d’un État, et où il n’y a pas d’adulte blanc de sexe masculin non tenu de faire son service militaire, et dans les États qui n’ont pas une telle loi, une personne en tant qu’agent, propriétaire ou surveillant, dans chaque plantation de vingt nègres, et dans laquelle il n’y a pas d’adulte blanc non soumis au service militaire; et en outre, dans l'application d'une politique supplémentaire pour vingt nègres dans deux plantations ou plus, à moins de cinq milles l’une de l’autre, et chacun ayant moins de vingt nègres, et dont il n’y a pas d’adulte blanc de sexe masculin non soumis au service militaire, une personne, étant le plus âgé des propriétaires ou des surveillants de ces plantations; sont exemptés du service militaire dans les armées des États confédérés; à condition, en plus, que les exemptions énumérées ci-dessus et accordées par les présentes ne se poursuivent que tant que les personnes exemptées sont effectivement engagées dans leurs activités ou occupations respectives. »

Bien que cette nouvelle disposition ait suscité peu de critiques dans certaines régions de la Confédération, comme la Virginie, elle s'est avérée extrêmement impopulaire auprès d'une grande partie des simples soldats de l'armée confédérée. Sam Watkins décrit ses sentiments à l'égard de cette disposition particulière :

« Une loi a été adoptée par le Congrès des États confédérés ces derniers temps permettant à chaque personne possédant vingt nègres de rentrer chez elle. Cela nous a donné le cafard; nous voulions vingt nègres. La propriété des Noirs est soudainement devenue très précieuse, et la devise « guerre des riches, combat des pauvres » fut scandé. La gloire de la guerre, la gloire du Sud, la gloire et l’orgueil de nos volontaires n’avaient pas d'importances pour les conscrits. »

Selon l'historien Eric Foner :

« L’impression que les planteurs ne portaient pas leur juste part des fardeaux de la guerre s’est rapidement répandue dans le Sud profond. Attachés à son indépendance, la plupart des planteurs étaient également dévoués à la survie de l’esclavage des plantations, et lorsque ces objectifs s’affrontaient, ce dernier prenait souvent le dessus. »

— Eric Foner, "The South's Inner Civil War" (Mars 1989)
Malgré le grand mécontentement causé par la loi, peu d'hommes furent réellement concernés. Par exemple, sur les quelque 38 000 surveillants vivant dans le Sud en 1860 : 200 en Virginie, 120 en Caroline du Nord, 201 en Géorgie et 300 en Caroline du Sud ont obtenu des exemptions.

## Mesures ultérieures
En partie en réponse à ces critiques, le Congrès confédéré modifia la deuxième loi sur la conscription en mai 1863, exigeant entre autres que toute personne exemptée en vertu de la soi-disant "loi des vingt nègres" devait avoir été surveillant avant le 16 avril 1862, dans les plantations qui n'avaient pas été divisées après le 11 octobre 1862 (car certains propriétaires de plantations avaient divisé leurs exploitations afin d'exempter davantage de surveillants). De plus, seules les plantations sous le contrôle d'un mineur, d'une femme célibataire, d'une personne aliénée ou d'une personne qui servait dans l'armée confédérée pouvaient être éligibles, et des frais de 500 $ étaient nécessaires pour traiter la demande. La troisième loi sur la conscription de février 1864 fit passer le nombre d'esclaves de 20 à 15, mais à son tour exigée que la personne ainsi exemptée vende à la Confédération aux prix fixés par le gouvernement cent livres de bacon et / ou de bœuf pour chaque esclave, avec le surplus à revendre aux familles des soldats, également aux prix du gouvernement.
Avec la défaite de la Confédération en 1865, la "loi des vingt nègres" fut abolie.